# Vận Hà
Vận Hà (chữ Hán giản thể: 运河区, âm Hán Việt: Vận Hà khu) là một quận thuộc địa cấp thị Thương Châu, tỉnh Hà Bắc, Cộng hòa Nhân dân Trung Hoa. Quận Vận Hà có diện tích 138 km2, dân số 260.000 người. Mã số bưu chính là 061000. Quận này được chia thành 6 nhai đạo, 1 trấn và 1 hương. Tổng cộng có 65 thôn hành chính và 39 xã khu.
- Nhai đạo: Nam Hoàn Trung Lộ, Tây Hoàn Nhai, Công Viên, Thị trường Nhai.
- Trấn: Tiểu Vương Trang.
- Hương: Nam Trần Đồn.